# 서먼 터커
서먼 로웰 터커(영어: Thurman Lowell Tucker, 1917년 9월 26일 ~ 1993년 5월 7일)는 미국의 전 프로 야구 선수이다. 메이저 리그 베이스볼(MLB)에서 중견수로 활약하였으며, 9시즌 동안 아메리칸 리그의 시카고 화이트삭스와 클리블랜드 인디언스에서 뛰었다. 통산 성적은 701경기에 출전해 타율 .255, 24개 3루타, 9홈런, 179타점이다. 별명은 "조 E."(Joe E.)였는데, 외모가 당대 코미디언 조 E. 브라운과 많이 닮았기 때문이었다.
텍사스주에서 나고 자랐으며, 실로암스프링스 트레블러스에서 프로 경력을 시작했다. 마이너 리그 베이스볼에서 차례차례 과정을 밟은 뒤, 1941년 시카고 화이트삭스와 계약해 다음해 메이저 리그에 데뷔했다. 2년간 화이트삭스의 주전 중견수로 뛰다가 제2차 세계 대전으로 군대에 징집되었다. 복귀 후 화이트삭스에서 두 시즌을 더 뛰다가 클리블랜드 인디언스로 트레이드되었다. 클리블랜드에서 4년을 뛰었으며, 1950년대까지 마이너 리그에서 뛰었다. 은퇴 후에는 메이저 리그 스카우트와 보험설계사로 일했다.

## 어린 시절
터커는 1917년 9월 26일에 태어나 텍사스주 고든에서 자랐다. 고등학교 시절 야구에선 2루수로 활약했고, 농구와 육상 선수로도 뛰었는데, 세 종목 모두 두각을 나타냈다. 1935년 졸업 후 세미프로 야구를 뛰었고 아칸소주 핫스프링스에 있는 야구 학교에 다녔다. 1936년, 18세의 나이에 터커는 아칸소-미주리 리그의 페이엣빌 베어스와 프로 계약을 했으나 한 경기도 뛰지 않고 2주만에 팀에서 나왔다. 얼마 안되어 같은 리그에 소속된 실로암스프링스 트레블러스와 계약하며 프로 경력을 시작했다.

## 마이너 리그 경력
트레블러스에서의 첫 시즌이었던 1936년, 터커는 수비 위치를 바꿔 외야수로 나서며 117경기에서 타율 .319, 2루타 25개를 기록했다. 다음해에는 코튼 스테이트 리그의 엘도라도 라이언스에서 뛰려고 했지만 허리 부상으로 인해 거의 시즌 전체를 날렸다. 1938년 시즌에는 에반젤린 베이스볼 리그의 애비빌 에이스와 코튼 스테이트 리그의 그린빌 벅스에서 각각 55경기와 50경기를 뛰었다. 1939년에도 코튼 스테이트 리그에 소속된 보스턴 레드삭스의 마이너 리그 팀 클락스데일 레드삭스에서 뛰며 136경기 타율 .298, 3루타 10개를 기록했다. 마이너 리그 시절, 한 감독이 그에게 광대 분장이 어울리겠다고 이야기했는데, 그가 코미디언 조 E. 브라운과 닮았기 때문이었다. 그 이후로 그에게는 조 E.라는 별명이 붙었는데, 터커는 평소 진지한 성격이어서 그걸 별로 마음에 들어하지는 않았다.
클락스데일 2년차이던 1940년은 터커에게 있어서 새로운 변혁의 시즌이었다. 6월말까지 .374의 타율로 코튼 스테이트 리그 타격 1위를 달렸다. 모두 97경기에 출전해 .390의 고감도의 타격을 선보였으며, 오클라호마시티 인디언스로 승격되어 그곳에서 40경기를 뛰었다. 그런 그의 활약을 눈여겨 보고 있던 시카고 화이트삭스의 팜 매니저 빌리 웹은 시즌 후 오클라호마시티에게서 그의 계약을 사들였다. 1941년 시즌 시작과 함께 터커는 새로운 소속팀 화이트삭스에서 데이브 쇼트 등과 마지막 외야 자리를 놓고 경쟁을 벌였지만 밀려났고, 그해 시즌을 로저스 혼즈비가 이끄는 오클라호마시티 인디언스에서 보냈다. 인디언스에서의 시즌 성적은 141경기에서 타율 .246, 3루타 12개를 기록했다.
1942년 시즌을 앞둔 스프링 트레이닝에서 마지막 외야 자리를 놓고 데이브 필리와 경쟁했고, 경영진에게 높이 평가받은 수비 능력 덕분에 메이저 리그 로스터에 이름을 올릴 수 있었다. 그해 4월 14일, 메이저 리그에 데뷔했지만, 이날 경기를 포함해 겨우 두 경기에만 출전 기회를 부여받은 후 텍사스 리그의 포트워스 캐츠로 내려갔다. 그곳에서 144경기에 출전해 .313의 타율을 기록했으며, 마이너 리그가 종료된 후 다시 메이저 리그로 승격되어 화이트삭스에서 그해 시즌 총 7경기를 뛰었다.

## 시카고 화이트삭스
1943년 시즌을 앞둔 시점에서 시카고 화이트삭스의 외야에서 주전 자리를 확고히 한 선수는 월리 모지스 뿐이었다. 스프링 트레이닝에서 주전 중견수 자리를 놓고 터커는 무스 솔터스와 경쟁을 벌이며 지미 다이크스 감독에게 깊은 인상을 남겼고, 결국 그는 주전 중견수와 리드 오프를 맡게 되었다. 그의 활약은 당시 제2차 세계 대전으로 스타들이 빠져나가 근심하고 있던 윌 해리지 아메리칸 리그 회장이 새롭게 주목할 정도였다. 이해 7월 26일 뉴욕 양키스와의 경기에서 그는 끝내기 홈런을 터뜨리며 팀의 2-1 승리를 이끌었다. 시즌 성적은 135경기에서 타율 .235, 6개 3루타, 79볼넷을 기록했다. 29도루로 아메리칸 리그 3위를 기록했지만, 17번의 도루실패 또한 리그 2위였다.
1944년 시즌 전 해군 입대를 위해서 받은 신체 검사를 통과했다. 그해 바로 나라의 부름을 받고 입대할 예정이었지만, 계획과는 다르게 풀타임을 소화했다. 시즌 첫 한 달은 쾌조의 타격을 선보이며, 5월 16일까지 .403의 타율로 아메리칸 리그 1위를 달렸다. 다방면의 활약에 여러 야구 관계자들도 그에게 좋은 평가를 아끼지 않았다. 스포츠기자 프레드 리엡은 올해 잠재력을 터뜨린 선수로 터커를 꼽았고, 지미 다이크스 감독은 그를 두고 아메리칸 리그에서 최고의 외야수 중 하나로 이야기했다. 6월까지 아메리칸 리그에서는 터커가 타율 .369로, 내셔널 리그에서는 딕시 워커가 타율 .377로 각 리그에서 타격왕 경쟁을 이끌었다. 이러한 활약으로 1944년 올스타 선수 명단에 커리어 최초이자 마지막으로 이름을 올렸으며, 올스타전에서 리드 오프로 나서 4타수 무안타를 기록했다.
하지만 후반기에 들어서 타격감이 무뎌져 7월초 28타수 무안타를 기록했고, 타율이 .375에서 .327로 수직하락하며 리그 타격 1위의 자리를 다른 선수에게 내주고 말았다. 35타수 1안타로 부진이 길어지며 타율은 .320으로 떨어졌고, 잠시 휴식을 위해 디트로이트 타이거스와의 주말 경기에서는 선발 출전하지 않았다. 이후 금방 선발 라인업에 복귀했지만, 시즌 최종 기록은 타율 .287, 6개의 3루타만을 기록했다. 7월 말에 화이트삭스 구단에서는 전쟁을 위한 자선 행사를 열었고, 여기에서 터커와 조지 케이스는 75야드 경주를 벌여 1야드 차이로 케이스가 승리했다. 시즌이 끝났 뒤 정식으로 해군에 입대하면서 1945년 시즌은 뛰지 않게 되었다.
전쟁이 끝나고 다른 선수들과 마찬가지로 복귀했으며, 1946년 시즌 화이트삭스의 외야진은 월리 모지스, 태피 라이트, 그리고 주전 중견수 자리의 터커로 예상되었다. 하지만 터커는 그전 시즌과는 다르게 타격에서 부진을 면치 못했고 그저 수비는 좋지만 타격은 별로인 선수 정도로 평가가 깎였다. 6월말까지 타율은 .229에 머물렀는데 1944년의 같은 시기보다 무려 1할 5푼가량 낮았다. 하지만 후반기에 타격감이 올라오면서 시즌 기록을 타율 .288, 20개 2루타의 커리어 하이로 마쳤다. 그해 시즌 마지막 한 달 동안 4할의 타율을 기록한 덕에 다음 시즌에도 여전히 자신의 중견수 자리를 굳건하게 지켰으며, 팀의 좌익수에는 루키 데이브 필리가, 우익수에는 태피 라이트와 밥 케네디가 플래툰 시스템으로 번갈아가며 출전했다. 시즌 중 위장병으로 종종 결장하며 5월 중순까지 꾸준하게 출전하지 못하다가, 다시 꾸준히 출장하기 시작할 수 있게 되면서부터는 필리와 번갈아 가며 경기에 나왔다. 시즌 최종 기록은 89경기 출전 타율 .236이었다.

## 클리블랜드 인디언스

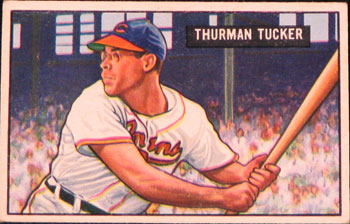
야구 카드에 담긴 터커의 모습

1948년 1월 27일 클리블랜드 인디언스의 랄프 와이겔의 맞상대로 트레이드되었는데, 클리블랜드 프런트는 터커를 "최고의 야수 중 한 명"로 높이 평가했다. 주전 중견수로 시즌을 시작했으며, 시즌 초 디트로이트 타이거스와의 한 경기에서는 8-2로 승리했으나 팀에서 유일하게 안타를 치지 못한 선수로 기록되었다. 6월에는 몸에 맞는 공으로 손가락이 부러져 3주간 결장했으며, 라인업 복귀 후 시즌 후반기부터는 제4의 외야수의 역할을 하며 앨리 클라크와 번갈아 뛰었다. 당시 팀의 외야진은 래리 도비와 데일 미첼로 구성되어 있었다. 시즌 성적은 83경기에 출전해 타율 .260, 52득점을 기록했으며 무실책으로 수비율 1.000을 달성했다. 팀이 1948년 월드 시리즈에 진출했고 터커는 6차전에 경기를 나서서 6회 볼넷으로 출루해 득점했으며, 팀은 이날 4-3으로 승리했다.
1949년 시즌 터커는 팀의 제4의 외야수로 내정되어 주로 도비의 백업으로 경기에 나서게 되었으며, 가끔 대타로 나서는 것 정도로 입지가 적어지면서, 20경기에서 200타수 미만을 기록하며 .244의 타율로 시즌을 마쳤다. 타격 부진을 면치 못하자 루 부드로 감독은 1950년 시즌을 시작하며 그를 스위치 히터로 바꾸려고 시도해보기도 했지만, 백업 외야수에 머물렀다. 브루클린 다저스와의 경기에서 팀이 8-5로 승리했는데, 이 때 시즌 중 유일한 홈런을 쳐냈다. 이 경기에서 클리블랜드는 연고지에 있는 동네 야구 팀들을 지원하기 위한 6만 달러의 기금을 모았다. 시즌 54경기 타율 .178로 커리어 로우의 성적을 기록했다.
1951년 시즌이 시작되면서 해리 심슨과 미니 미노소가 새로운 경쟁자로 가세하면서, 터커와 앨리 클라크 중 한 명 혹은 둘 모두 트레이드되거나 방출될 가능성이 생겼고 두 선수는 선수 명단에 진입하려고 애를 썼다. 4월 29일 한 타석에 나서 삼진을 당한 것이 터커가 이해 시즌 유일하게 모습을 드러낸 경기였으며, 5월초에 트리플 A의 퍼시픽 코스트 리그 소속 샌디에이고 파드리스로 내려가면서 4월 29일이 그의 마지막 메이저 리그 경기가 되었다.

## 이후의 삶
샌디에이고 파드리스로 강등되어 1951년 시즌을 치렀으며, 88경기에 출전해 2개의 3루타와 함께 .222의 타율을 기록했다. 오프 시즌 동안 텍사스 주에서 택시 운영을 하면서 시간을 보내다가 1952년 2월 즈음 계약에 관한 문제로 갈등하면서 야구를 그만둘지 심하게 고민했다. 1952년 시즌에는 클리블랜드 인디언스에서 독립해서 나온 파드리스에서 47경기에 뛰며 타율 .225를 기록했다. 6월 중순 파드리스는 터커의 계약을 오클라호마시티 인디언스로 넘겼고, 오클라호마시티에서는 72경기를 뛰며 .263의 타율을 기록했다. 다음 시즌에는 어떤 프로팀에서도 뛰지 않으면서 은퇴를 하는 듯 보였다.
1954년 다시 야구계로 돌아와 웨스트 텍사스-뉴멕시코 리그의 러벅 허버스에서 소속팀의 다른 선수들이 부상이 있거나, 가족들과 시간을 보내려고 할 때 빈자리를 메꾸는 방식의 시간제로 뛰면서, 25경기 .360의 타율을 기록했다. 다음해에는 롱혼 리그의 칼즈배드 포테셔스에서 선수 겸 감독을 맡았으며 114경기에서 .275의 타율에 25개의 2루타, 그리고 8홈런을 기록했다. 1956년에도 계속해서 포테셔스의 선수 겸 감독을 맡았으며, 128경기에서 .306의 타율을 기록했다. 팀이 14연패에 빠졌을 당시 경영진은 그의 해고를 검토하기도 했다. 다음해 홉스 스포츠의 선수 겸 감독을 맡았으며, 16경기에 출전해 .273의 타율을 기록했다. 1958년, 선수로의 경력을 마친 그는 홈스 팀의 단장으로 부임했다.
은퇴 후에는 오클라호마시티에서 살면서 보험설계사로 일했다. 터커는 결혼해 네 명의 아이들을 두었으며, 그의 아들 로널드는 베트남 전쟁에 참전했다. 1962년에는 새롭게 창단된 휴스턴 애스트로스의 스카우트로 일했다. 1993년 5월 7일에 오클라호마시티에서 사망했으며, 그의 시신은 고향인 텍사스주 고든의 고든 공동묘지에 안장되었다.